# Langenhan-Armee-Pistole
Die Langenhan-Armee-Pistole (F.L. Selbstlader Cal. 7,65) war eine Selbstladepistole der Zella-Mehliser Firma Langenhan.

## Beschreibung
Die Langenhan-Armee-Pistole ist ein Rückstoßlader mit Masseverschluss im Kaliber 7,65 mm Browning. Sie orientiert sich in der Mechanik und den Abmessungen stark an der Taschenpistole FN Browning Modell 1900. Die Rückholfeder sitzt über dem feststehenden Lauf, die Hülsen werden nach rechts ausgeworfen. Die Patronen werden aus einem einreihigen, acht Schuss fassenden Magazin zugeführt. Der Verschluss wird durch eine einzelne Schraube fixiert, die durch Verschleiß dazu tendiert, sich zu lockern. Bemerkt der Schütze dies nicht, so kann der Verschluss sich lösen, ihn treffen und verletzen.

## Einsatz
Insgesamt wurden ab 1915 50.000 (55.000) dieser Pistolen hergestellt und an die kaiserliche deutsche Armee geliefert. Nach dem Ersten Weltkrieg wurden die Waffen von der Polizei geführt.